# Ialomița (län)
Ialomița är ett län (județ) i sydöstra Rumänien med 289 659 invånare (2018). Det har 3 municipii, 4 städer och 57 kommuner.

## Municipii
- Slobozia
- Fetești
- Urziceni

## Städer
- Amara
- Căzănești
- Fierbinți-Târg
- Țăndărei

## Kommuner
| - Adâncata - Albești - Alexeni - Andrășești - Armășești - Axintele - Balaciu - Bărcănești - Borănești - Bordușani - Bucu - Buești - Ciocârlia | - Ciochina - Ciulnița - Cocora - Cosâmbești - Coșereni - Crăsanii de Sus - Crăsanii de Jos - Drăgoești - Dridu - Făcăeni - Gârbovi - Gheorghe Doja - Gheorghe Lazăr | - Giurgeni - Grindu - Grivița - Gura Ialomiței - Ion Roată - Jilavele - Maia - Manasia - Mărculești - Mihail Kogălniceanu - Miloșești - Moldoveni - Movila | - Movilița - Munteni-Buzău - Ograda - Perieți - Platonești - Rădulești - Reviga - Roșiori - Sălcioara - Sărățeni - Săveni - Scânteia - Sfântu Gheorghe | - Sinești - Stelnica - Sudiți - Traian - Valea Ciorii - Valea Măcrișului - Vlădeni |